# Sinningen (Emsdetten)
Sinningen ist ein Ortsteil von Emsdetten und hat ca. 1000 Einwohner. Die Siedlung liegt unweit der Ems.

## Lage und Infrastruktur
Die Siedlung liegt an der B 475, etwa einen Kilometer östlich von Emsdetten und vier Kilometer westlich von Saerbeck. Der Flughafen Münster-Osnabrück liegt südöstlich, etwa zehn Kilometer entfernt. In Sinningen gibt es einen Kindergarten und die Emanuel-von-Ketteler-Grundschule.

## Geschichte
Lange Zeit gehörte Sinningen zum Kirchspiel Saerbeck. Die Siedlung und die Bauerschaft Sinningen hatten laut einer Steuererhebungsurkunde des Bischofs von Münster aus dem Jahr 1498 23 Hofstellen. Seit dem 1. Januar 1975 gehört die Siedlung zu Emsdetten, obwohl Teile davon noch zu Saerbeck gezählt werden.

## Sehenswertes
Die 22 Meter hohe ehemalige Windmühle Eilers in Sinningen wurde 1866 errichtet. Sie ist eine von drei noch erhaltenen Holländerwindmühlen im Kreis Steinfurt. 2000/2001 wurde sie grundlegend restauriert und dient nun als Feuerwehrhaus. Als bedeutendes Baudenkmal wurde sie 1996 in die Denkmalliste der Gemeinde Saerbeck eingetragen.

## Veranstaltungen und Vereine
- Schützengemeinschaft Sinningen
- Spielmannszug Sinningen 1950 e. V.
- Förderkreis Sinninger Mühle
- Ortsnahe Alltagshilfe e. V.

## Persönlichkeiten
Emil Frank, ein bekannter westfälischer Heimatdichter, lehrte von April 1905 bis 1909 an der damaligen Bauerschaftsschule in Saerbeck-Sinningen. Während dieser Zeit begann Emil Frank sein literarisches Schaffen und als erstes Werk erschien 1909 am Ende seiner Sinninger Zeit, der Erzählband Sietenjans Söhne.